# Paule Pia
Paule Pia (artiestennaam van Paule Colfs) (Antwerpen, 6 oktober 1920 - Mechelen, 24 juni 2011) was een Belgische fotografe, galeriste en schilderes.
In de jaren 60 maakte Pia naam als portretfotografe. Ze werd bovendien een bekende figuur als een van de eerste vrouwelijke modefotografen in Vlaanderen. Ze fotografeerde beroemde beeldende kunstenaars, auteurs, musici en interpreteerde hun portretten op eigenzinnige en mysterieuze wijze. Begin jaren 70 opende ze een eigen galerie, Galerie Pia, in de Antwerpse Kammenstraat. Als pionier liet ze zo het publiek tal van fotografen met internationale uitstraling ontdekken en zette ze de toon voor een mentaliteitswijziging.
Paule Pia was een monument in de geschiedenis van de Belgische fotografie. Pia ontwikkelde een nieuwe, eigen stijl waarbij ze haar zwart-witfoto's overschilderde. Compromisloos bewandelde ze bewust de grens tussen fotografie en de figuratieve kunst. Haar painted images getuigen van een ongekende frisheid en zijn tijdloos. Pia kan dan ook rekenen op internationale erkenning.
In het Provinciehuis van Antwerpen is een vergaderzaal naar haar vernoemd.

## Boeken
- Paule Pia. Fotografe en galeriste. Marc Van Gysegem, 165p. (ISBN 9066250550 / ISBN 9789066250550, Fotografiemuseum Antwerpen, 2004)
- Paule Pia. Painted Images. 8 afbeeldingen + tekst van dr. Jan Theuwissen (Pia's oog), Monique Schrans (Les images peintes de Paule Pia) en Derek Bennett (Reality Re-imagined. Paule Pia's Re-Worked Photographs).